# 7896 Швейк
7896 Швейк (7896 Švejk) — астероїд головного поясу, відкритий 1 березня 1995 року.
Тіссеранів параметр щодо Юпітера — 3,195.